# Ялівець героїв Судацького десанту
Яліве́ць геро́їв Суда́цького деса́нту — ботанічна пам'ятка природи місцевого значення, що розташована неподалік від смт Новий Світ Судацької міської ради АР Крим. Була створена відповідно до Постанови ВР АРК № 1196-6/13 від 27 лютого 2013 року.

## Загальні відомості
Площа пам'ятки природи 0,01 гектара. Розташована на схід від смт Новий Світ Судацької міської ради на території ботанічного державного природного заказника національного значення Новий Світ, у районі гори Караул-Оба.
Пам'ятка природи створена з метою охорони та збереження в природному стані цінного в науковому, естетичному відношенні дерева — ялівцю високого віком понад 1000 років.